# Kiyoshi Ogawa
Kiyoshi Ogawa (em japonês: 小川 清 Ogawa Kiyoshi, 23 de outubro de 1922 – 11 de maio de 1945) foi um segundo-tenente (少尉) de aviação da Marinha Imperial Japonesa durante a Segunda Guerra Mundial. Como piloto kamikaze, a ação final de Ogawa ocorreu no dia 11 de maio de 1945, durante a Batalha de Okinawa. Pilotando um caça Mitsubishi Zero carregado de bombas durante a sexta Operação Kikusui, Ogawa voou através das defesas antiaéreas americanas, atacando o porta-aviões USS Bunker Hill, menos de um minuto após seu líder de voo, o subtenente Seizō Yasunori, colidir com a embarcação. Ogawa lançou uma bomba pesando 250 quilogramas (550 lb), não abortou o mergulho de sua aeronave, e acabou caindo, deliberadamente, no convés de voo localizado nas proximidades da torre de controle do porta-aviões. A bomba que ele havia lançado penetrou no referido convés de voo e explodiu. Os incêndios causados pelo combustível se espalharam, causando diversas explosões quando aviões rearmados e reabastecidos presentes no convés explodiram e pegaram fogo. Um total de 393 marinheiros americanos morreram junto com Ogawa e Yasunori, outros 264 ficaram feridos, e o porta-aviões ficou inutilizado pelo restante da guerra.

## Início da vida e educação
Ogawa nasceu no dia 23 de outubro de 1922, no distrito de Usui (atual cidade de Takasaki), na província de Gunma, sendo o filho mais novo da família Oshia. Kiyoshi foi um bom aluno na escola. e ingressou na Universidade de Waseda, no bairro de Shinjuku, arredores de Kagurazaka.

## Carreira

### Segunda Guerra Mundial
Ao longo de sua formação acadêmica, Ogawa se tornou soldado e oficial da marinha (em japonês: 学徒, gakuto), recebendo treinamento como décimo quarto aluno da reserva de aviação.[carece de fontes?] Os cadetes em estágio probatório antes de se tornarem oficiais de voo especiais (aqueles graduados da faculdade) costumavam ter ideias mais liberais, não tendo recebido sua educação em escolas militares. Além disso, estes cadetes também estavam mais conscientes do mundo fora do Japão. Embora alguns dos oficiais fossem gentis com os soldados estudantes durante seu treinamento, muitos deles agiam de maneira mais rígida; uma vez chegando à base, muitos dos estudantes da reserva eram castigados diariamente, dado que qualquer ato menor que viesse a irritar um de seus superiores poderia ser motivo para punição com a aplicação de severos castigos corporais.
Ogawa se formou no treinamento de voo de reserva da aviação, foi nomeado segundo-tentente e designado para o 306º Esquadrão de Caça do 721º Kōkūtai da Marinha Imperial Japonesa, em Kanoya.
Posteriormente, Ogawa se ofereceu como voluntário para a Força de Ataque Especial Kamikaze da Marinha Imperial Japonesa (em japonês: 特別攻撃隊, tokubetsu kōgeki tai).
Existiam duas formas de conseguir voluntários. A primeira era mediante inscrição, aberta para todos os pilotos, de maneira geral. A segunda, uma pesquisa, realizada somente somente entre os cadetes em estágio probatório, graduados em faculdades, como no caso de Kiyoshi Ogawa. A pesquisa em questão perguntava: "você deseja sinceramente/deseja/não deseja se envolver nos ataques kamikazes?". Kiyoshi Ogawa precisava assinalar uma das três opções, ou então deixar o papel em branco. A razão pela qual ele teve que responder a pesquisa ao invés de enviar sua inscrição por vontade própria foi porque os militares sabiam que os alunos vindos de faculdades possuíam uma visão mais ampla, e não se candidatariam facilmente a tal missão. Alguns dos que vieram de faculdades, ainda que não se voluntariando de boa vontade, acabaram sendo pressionados a assinalar a opção “desejo sincero” na pesquisa.
Muitos ex-alunos de instituições de ensino de elite do Japão, como a Universidade de Tóquio, a Universidade de Kyoto, a Universidade Keio e a Universidade de Waseda, acabaram por se voluntariar como pilotos kamikazes durante a Segunda Guerra Mundial.

#### O ataque kamikaze de Ogawa

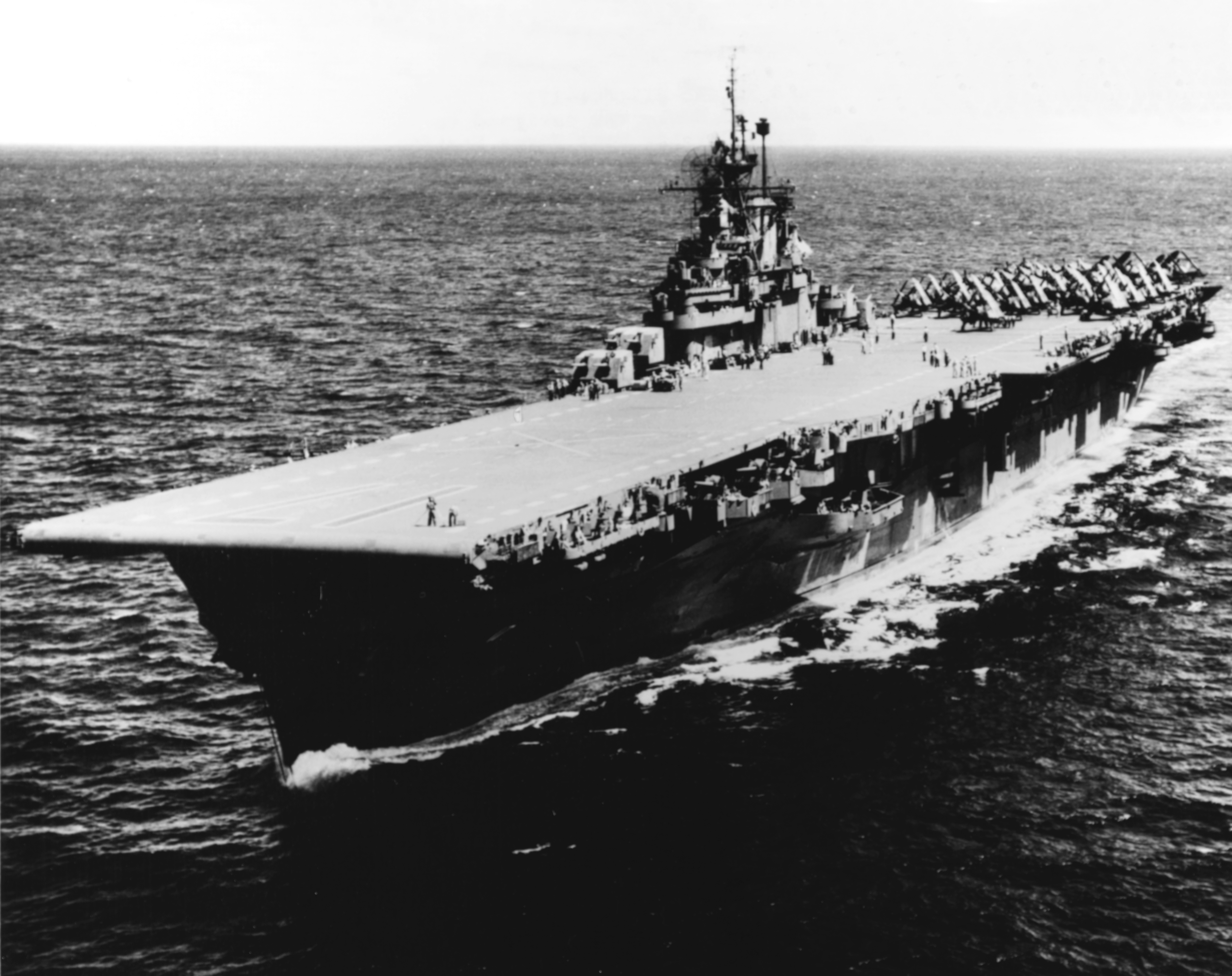
O porta-aviões USS Bunker Hill navegando em 1945.

Na manhã do dia 11 de maio de 1945, o porta-aviões USS Bunker Hill, navio-almirante do vice-almirante Marc Mitscher, integrava a força-tarefa de transporte rápido TG 58.3, envolvida em operações de transporte de apoio à invasão de Okinawa, a 122 quilômetros a leste da localidade. O Bunker Hill e a Quinta Frota partiram de Ulithi em fevereiro de 1945, para realizarem ataques contra Okinawa e as Ilhas Home. O Bunker Hill forneceu aeronaves para o esforço maciço de afundar o encouraçado japonês Yamato em 7 de abril daquele ano.

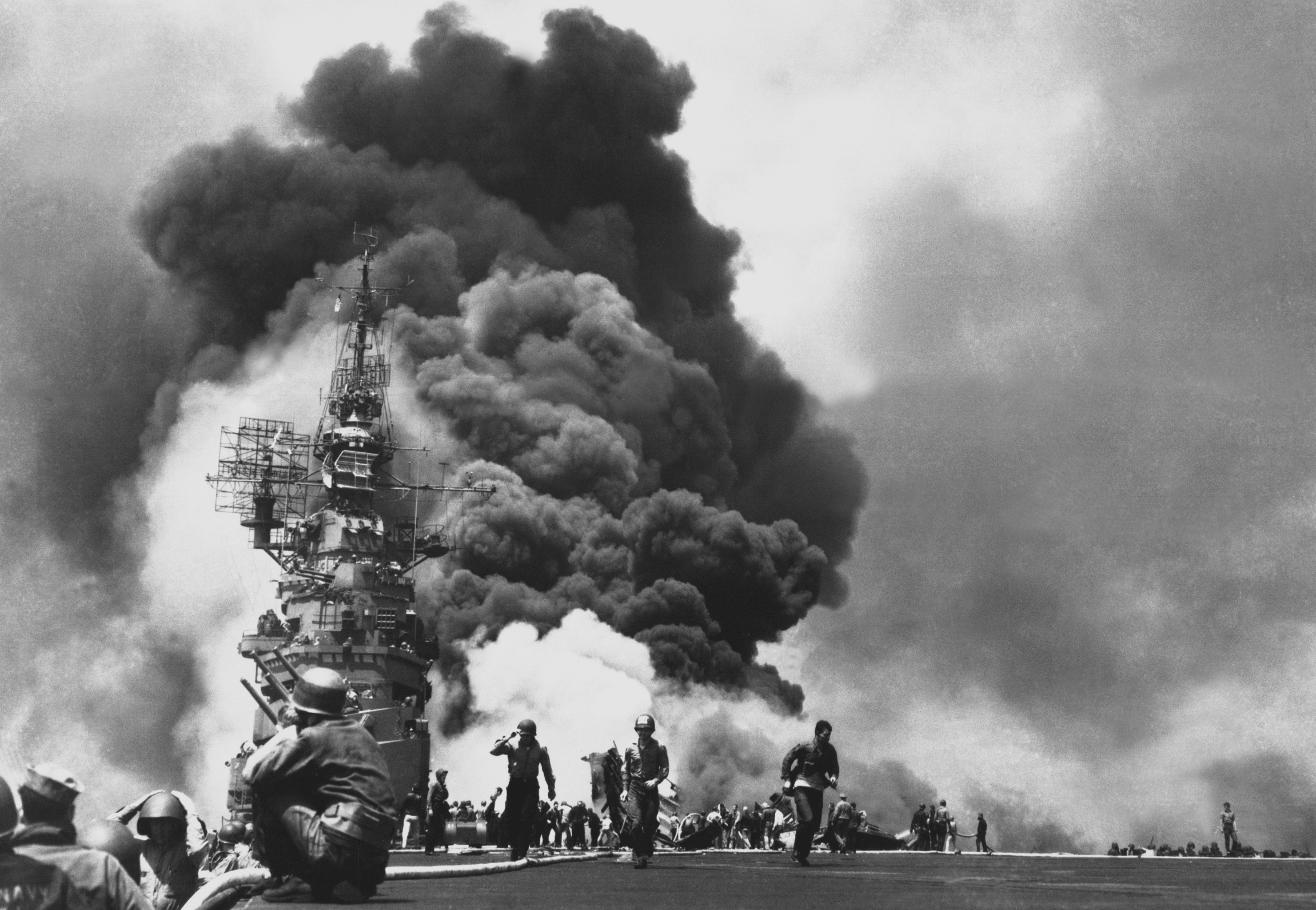
O USS Bunker Hill após ser atingido pelos dois pilotos kamikazes, Ogawa e Yasunori. em apenas 30 segundos, em 11 de maio de 1945

Em 11 de maio, a Marinha Imperial Japonesa realizou uma grande missão kamikaze, a Operação Kikusui VI (em japonês: 菊水作戦, Kikusui sakusen), apelidada "Crisântemos Flutuantes". No início da manhã, os pilotos dos esquadrões suicidas Tokkōtai decolaram de suas bases; entre esses pilotos, estava Kiyoshi Ogawa, então membro do Esquadrão Dai-nana Showa-tai, pilotando um Zero, modificado para transportar uma bomba de 250kg (550 libras) na parte inferior de sua fuselagem.
Na costa de Okinawa, Ogawa, voando junto com Seizō Yasunori, que pilotava outro Zero e era o líder de seu esquadrão, avistou o Bunker Hill. Naquela ocasião, a embarcação se encontrava em alto-mar e em ação contínua há 58 dias. Passando por uma ligeira calmaria naquele dia, o Bunker Hill estava na chamada condição One Easy, com seus dutos de ventilação abertos e sua tripulação, incluindo o Vice-Almirante Marc Mitscher, comandante da Força-Tarefa 58, tentando relaxar. Às 10h04, o capitão da Marinha James E. Swett, pilotando seu F4U-1C Corsair em patrulha aérea de combate, transmitiu freneticamente pelo rádio a mensagem "Alerta! Alerta! Dois aviões mergulhando no Bunker Hill!".

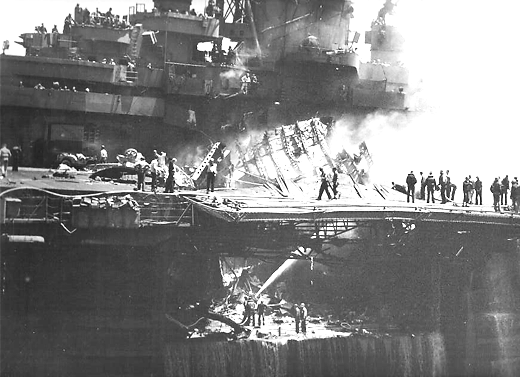
Ogawa atingiu o convés de voo próximo à ponte.

Ogawa e seu líder de esquadrão tinham acabado de mergulhar sobre o Bunker Hill, tão rapidamente que os artilheiros do navio sequer tiveram tempo de responder. Às 10h04, Yasumori lançou uma bomba de 250 kg, que atravessou o convés e saiu pela lateral, explodindo logo acima da água. Sua aeronave colidiu com o convés de voo, derrapando para o lado e destruindo quase todos os 34 aviões que ali se encontravam estacionados, totalmente armados e abastecidos. Ao mesmo tempo, Ogawa completava seu próprio mergulho através da linha de fogo, mirando o convés de voo nas proximidades da ponte do navio, visando causar o máximo dano possível, exatamente da maneira como os pilotos kamikazes eram treinados para fazer. Em um mergulho praticamente vertical, Ogawa lançou sua própria bomba pouco antes do impacto de sua aeronave com o convés de voo, caindo nas proximidades da ilha, por volta das 10h05.
A bomba  penetrou no convés de voo do Bunker Hill e explodiu. Incêndios provocados pelo combustível começaram, e diversas explosões ocorreram. Apesar de ter atingido o convés de voo, a bomba não chegou ao hangar, onde explodiu. A blindagem do porta-aviões Bunker Hill provou ser eficaz, protegendo os espaços reservados ao maquinário, que se encontravam abaixo. Uma melhoria significativa dos navios da classe Essex, como era o caso do Bunker Hill, em relação aos outros porta-aviões que os EUA possuíam à época, era que eles eram equipados não apenas com um convés mais fortemente blindado, mas também com um  segundo convés blindado, no nível do hangar, projetado para detonar bombas antes que o maquinário e os espaços reservados aos eletrônicos, vitais para a operação da embarcação, fossem atingidos.
A bomba lançada pela aeronave de Ogawa abriu um grande buraco no convés de voo perto da ponte. Na ponte de comando, o vice-almirante Mitscher escapou por pouco, mas acabou perdendo doze de seus oficiais de estado-maior, incluindo seu oficial médico particular.
Muitos dos pilotos que se encontravam à bordo do porta-aviões morreram em seus aviões, ou dentro da estrutura do navio durante o ataque. Vinte e dois pilotos de caça do grupo aéreo CVG-84 do Bunker Hill morerram enquanto se encontravam na sala de prontidão, por exposição à explosão da bomba, que consumiu todo o oxigênio e asfixiou os homens.
Com seu navio-almirante em mau estado, o vice-almirante Mitscher decidiu abandonar a embarcação enquanto ainda era possível. O navio contratorpedeiro USS English foi até o local onde o Bunker Hill se encontrava, para ajudar no combate aos incêndios e também para remover o vice-almirante, transferindo sua bandeira para o recém-reparado porta-aviões USS Enterprise.
Da tripulação total que se encontrava a bordo do Bunker Hill, 352 morreram, 264 ficaram feridos e 41 foram considerados desaparecidos. Centenas de tripulantes foram ou jogados ao mar ou forçados a pular para escapar dos fogo causado pelos incêndios. O capitão Swett convocou cerca de 24 dos aviões que circulavam na área, sobretudo aeronaves F4U Corsairs, que lançaram marcadores e coletes salva-vidas para os tripulantes que nadavam nas águas oleosas ao redor do porta-aviões atacado. O Bunker Hill foi finalmente salvo e, ainda que danificado, conseguiu navegar por conta própria os 11 000 quilômetros (6 800 mi) até o estaleiro Puget Sound Navy Yard. Quando chegou ao local, foi chamado de "o navio mais danificado a já entrar no estaleiro", e seus reparos duraram o restante da guerra.
De acordo com Robert Schock, um mergulhador da Marinha dos EUA que estava a bordo do Bunker Hill no dia do ataque kamikaze, a aeronave de Ogawa não foi destruída completamente depois de penetrar o convés de voo, e não pegou fogo. Ela permaneceu parcialmente intacta, e seus destroços estavam no hangar do porta-aviões, parcialmente submersos na água, com fios desencapados que espalhavam faíscas por todos os lados. Schock encontrou Ogawa morto na cabine, e removeu sua chapa de identificação do traje de voo que ele usava, juntamente com uma carta que o piloto levou consigo em sua última missão, algumas fotografias, um cinto do seu arnês de paraquedas e um grande relógio de aviador amassado, do tipo utilizado no pescoço pelos pilotos japoneses, e ficou com todos estes pertences para si.

## Legado
Em 27 de março de 2001, Yoko Ogawa, sobrinha-neta de Ogawa, sua mãe e Masao Kunimine, um amigo de Kiyoshi Ogawa dos tempos de faculdade, receberam os pertences pessoais de Ogawa na cidade de São Francisco, quase 56 anos depois do término da sexta Operação Kikusui. O material foi entregue a eles por Dax Berg, neto do mergulhador Robert Schock, depois que seu avô faleceu.

## Links externos
- "Neto de veterano devolve pertences pessoais à família de piloto kamikaze" (The SF Chronicle, em inglês)
- Centro Histórico Naval dos EUA